# 阿克西奥斯
Axios，是一家總部位于美国弗吉尼亚州阿靈頓縣的新闻网站。2017年，該網站由前新聞媒體公司「政客」记者吉姆·范德海、麥克·艾倫與羅伊·史瓦茲等人共同推出。该网站的名称源自希腊语ἄξιος（áxios），意为“值得”。
Axios的文章通常都很简短，大多数文章都不超过300個英文單字，並使用重點條列，因此更容易阅读。除了新闻文章，Axios还制作每日和每周特定行业的时事通讯和两个每日Podcast。
2022年9月1日，考克斯企業（Cox Enterprises）完成了對Axios的收購。